# Kraljevska dalmatinska pukovnija
Kraljevska dalmatinska pukovnija (Le régiment royal Dalmate, Il Reggimento Reale Dalmata) bila je postrojba u sastavu talijanske vojske Napoleonovog Carstva. Postrojba je ustrojena od četiri bojne sa zapovjedništvom u Zadru. Postrojba se borila tijekom Rata Četvrte koalicije, Rata Pete koalicije i u Napoleonovoj invaziji na Rusiju.

## Povijest
Padom Mletačke Republike 1797., Dalmacija je pripala Habsburškj Monarhiji. Tijekom mletačke vlasti Dalmatinci su popunjavali čak jedanaest pukovnija mornaričke pješadije, tzv. oltramarini.  
U višestoljetnoj mletačkoj službi u ratovima protiv Osmanskog Carstva, Dalmatinci su se iskazali kao dobri ratnici, a pukovnije oltramarina dočekale su kraj Mletačke Republike kao elitna postrojba, spremna da brani Veneciju od Napoleonove vojske do kraja.
Do odlučujuće bitke nije došlo, a Serenissimi je presudila upravo mletačke aristokracija koja je nakon ulaska Francuza u grad potpisala kapitulaciju, dokinuvši 1100 godina samostalnosti. 
Lojalnost i hrabrost dalmatinskih pukovnija nije prošla ne zapaženo ni austrijskim, a ni francuskim generalima. S uspostavom austrijske vlasti, odmah se krenulo sa regrutacijom iskusnog časničkog i dočasničkog kadra oltramarinskih pukovnija, no nije bilo željenog odaziva, unovačene su tek tri bojne mornaričke pješadije koje su poslane na Talijansko bojište. 
No vladavina Habsburgovaca nije dugo trajala. Nakon predaje habsburške vojske kod Ulma i katastrofe u bitci kod Austerlitza 1805. godine, car Franjo II. morao je ustupiti Napoleonu Istru, Dalmaciju i Kotorski zaljev.
Od spomenute tri bojne nekadašnjih austrijskih, odnosno mletačkih postrojbi, Francuzi će 1805. ustrojiti dvije dalmatinske bojne:
- Primo battaglione Dalmata / Premier bataillon Dalmate
- Secondo battaglione Dalmata / Deuxième bataillon Dalmate[3]

1806. Napoleon je u Dalmaciji želio unovačiti Kraljevsku Dalmatinsku legiju (Legione Reale Dalmata) sastavljenu od četiriju bojni s ukupno 2924 vojnika. Trebala je biti smještena u Zadru, a vojna služba u njoj trebala je trajati šest godina. 
1808. zbog slabog odaziva Napoleon odustaje od osnivanja Legije te osniva Dalmatinsku pukovniju sastavljenu od prve i druge bojne Dalmatinske legije, koje su tek trebale biti unovačene (postaju III. i IV. bojna) te dviju već postojećih Dalmatinskih bojni.
Zbog hrabrosti i odvažnosti, tijekom borbi 1809. godine, trinaestorici časnika i dočasnika Kraljevske dalmatinske pukovnije dodijeljeno je najviše francusko odlikovanje, koje je utemeljio sam car Napoleon Bonaparte, Legija časti. Osim toga, zbog junaštva tijekom borbi 1807., 1809., 1812. i 1813. godine najvišim talijanskim odlikovanjem, Željeznom krunom, odlikovan je šezdeset i jedan pripadnik pukovnije.
Osnovno naoružanje bila je francuska puška modela An IX/XIII. Satnije voltižera bile su naoružane manjim i kraćim dragunskim modelom puške An IX/XIII, dok su opkopari bili naoružani lakim karabinom musketonom An IX, sabljom te opremljeni sjekirom.
Prema zadnjem popisu iz travnja 1814. godine, pukovnija je brojala samo 301 vojnika. Do ljeta 1814. pukovnija sa satnijom Dalmatinaca iz Ilirske pukovnije (Régiment d'Illyrie), prelazi u sastav austrijske vojske i postaje Dalmatiner Regiment, a uskoro zbog veličine postaje Leichtes Dalmatiner Bataillon te je tijekom prosinca prebačena u mornaricu.